# 청연로 (세종 청주)
청연로는 세종특별자치시 부강면 부용삼거리와 충청북도 청주시 흥덕구 오송읍 서평삼거리를 잇는 도로이다.

## 연혁
- 2009년 7월 10일 : 2개 이상 시·도에 걸쳐 있는 도로로 청연로를 고시[1]
- 2012년 7월 1일 : 지방도 제604호선 지정 해제[2]
- 2012년 9월 20일 : 세종특별자치시도 제11호 연동 ~ 연동선으로 지정[3]
- 2014년 12월 10일 : 세종특별자치시도 제13호 부강 ~ 연동선으로 변경[4]

## 주요 경유지
세종특별자치시
- 부강면 - 연동면

충청북도
- 청주시 흥덕구 오송읍

## 노선
| 이름           | 접속 노선                                           | 소재지         | 소재지                   | 비고                           |
| -------------- | --------------------------------------------------- | -------------- | ------------------------ | ------------------------------ |
| 부용삼거리     | 세종특별자치시도 제16호선 (부강외천로) (시목부강로) | 세종특별자치시 | 부강면                   | 세종특별자치시도 제13호선 구간 |
| 부강역         | 부강로                                              | 세종특별자치시 | 부강면                   | 세종특별자치시도 제13호선 구간 |
| (이름 없음)    | 부강행산로 퇴미로                                   | 세종특별자치시 | 부강면                   | 세종특별자치시도 제13호선 구간 |
| 부강 교차로    | 세종특별자치시도 제15호선 (갈산산수로)              | 세종특별자치시 | 부강면                   | 세종특별자치시도 제13호선 구간 |
| 백천교         |                                                     | 세종특별자치시 | 부강면                   | 세종특별자치시도 제13호선 구간 |
| 연동면         |                                                     | 세종특별자치시 |                          | 세종특별자치시도 제13호선 구간 |
| 용합삼거리     | 원합강1길                                           | 세종특별자치시 |                          | 세종특별자치시도 제13호선 구간 |
| 응암삼거리     |                                                     | 세종특별자치시 |                          | 세종특별자치시도 제13호선 구간 |
| 연동중학교입구 | 내판로                                              | 세종특별자치시 |                          | 세종특별자치시도 제13호선 구간 |
| 연못골삼거리   | 장욱진로                                            | 세종특별자치시 |                          | 세종특별자치시도 제13호선 구간 |
| 예양삼거리     | 세종특별자치시도 제23호선 (송암로)                  | 세종특별자치시 |                          | 세종특별자치시도 제13호선 구간 |
| 예양 교차로    | 세종오송로                                          | 세종특별자치시 |                          | 세종특별자치시도 제13호선 구간 |
| 미꾸지삼거리   | 지방도 제512호선 (서부로)                           | 세종특별자치시 |                          | 세종특별자치시도 제13호선 구간 |
| 미호교         |                                                     | 세종특별자치시 |                          | 세종특별자치시도 제13호선 구간 |
| 청주시         | 흥덕구 오송읍                                       |                |                          |                                |
| 청주시         | 흥덕구 오송읍                                       | (회전교차로)   | 미호천길 서평길          |                                |
| 청주시         | 흥덕구 오송읍                                       | 서평교         |                          |                                |
| 청주시         | 흥덕구 오송읍                                       | 서평삼거리     | 국도 제36호선 (가로수로) |                                |

## 주요 건물 및 시설
- 부강119안전센터 (세종특별자치시 부강면 청연로 7)
- 부강역 (세종특별자치시 부강면 청연로 90)
- 미래엔 (세종특별자치시 연동면 청연로 492-14)
- 세종연동우체국 (세종특별자치시 연동면 청연로 600-1)
- 내판역 (세종특별자치시 연동면 청연로 601)
- 연동파출소 (세종특별자치시 연동면 청연로 606-1)

## 사진

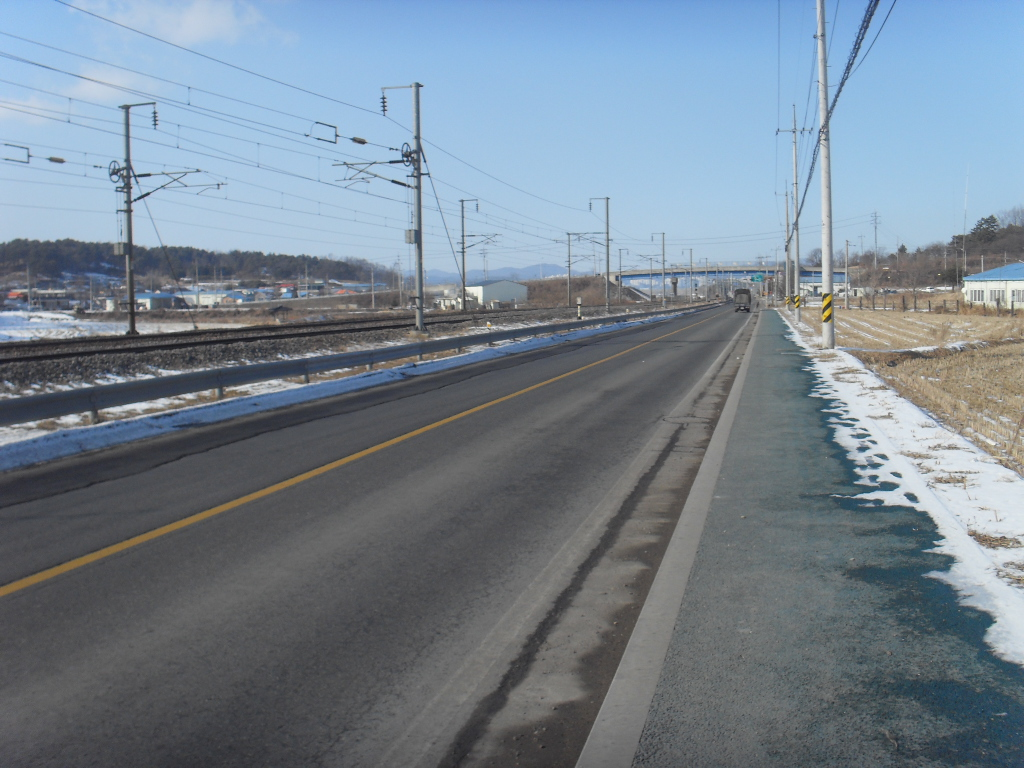
청연로에서 본 내판과선교
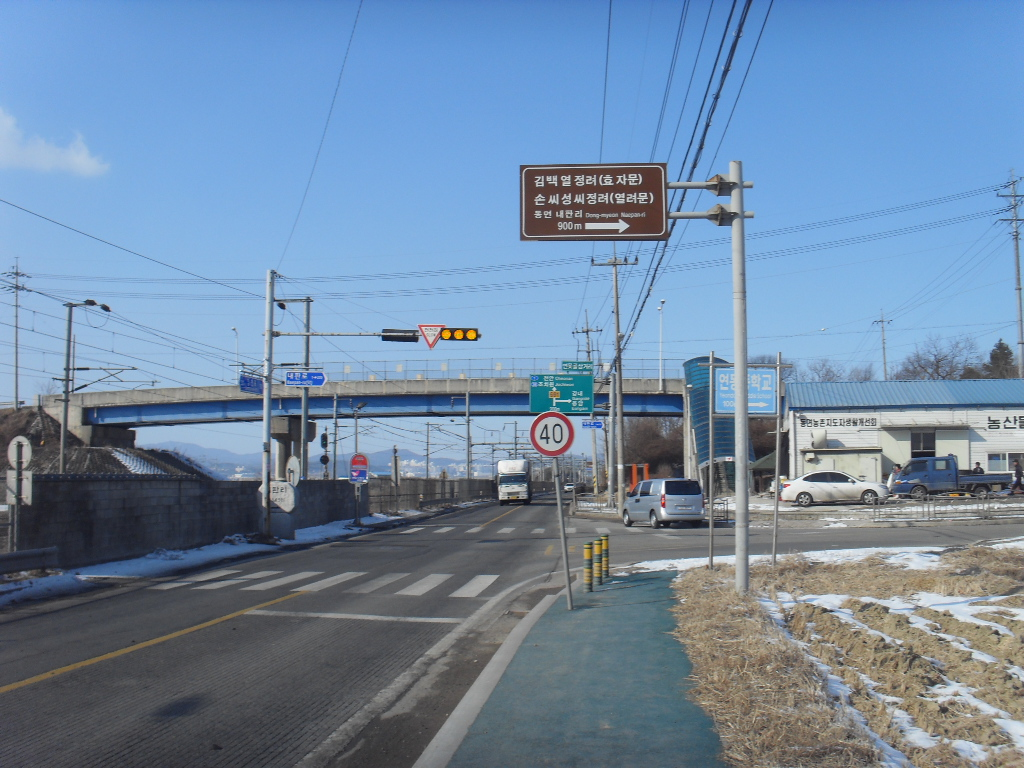
청연로와 내판로가 연결되는 지점
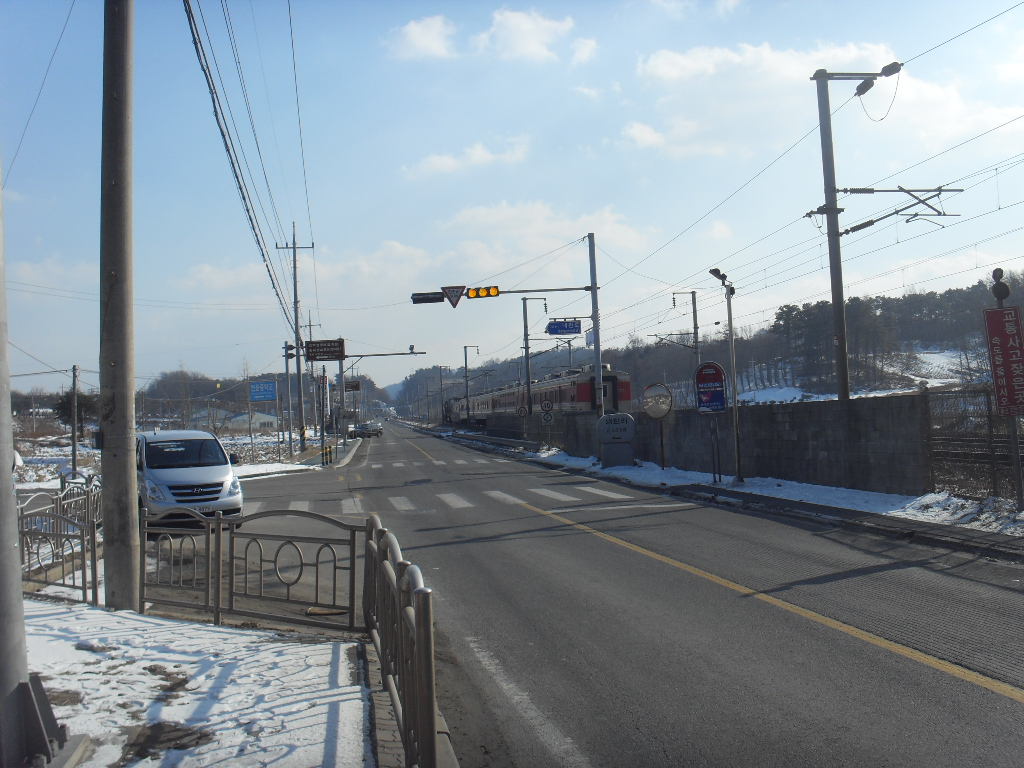
청연로와 내판로가 연결되는 지점
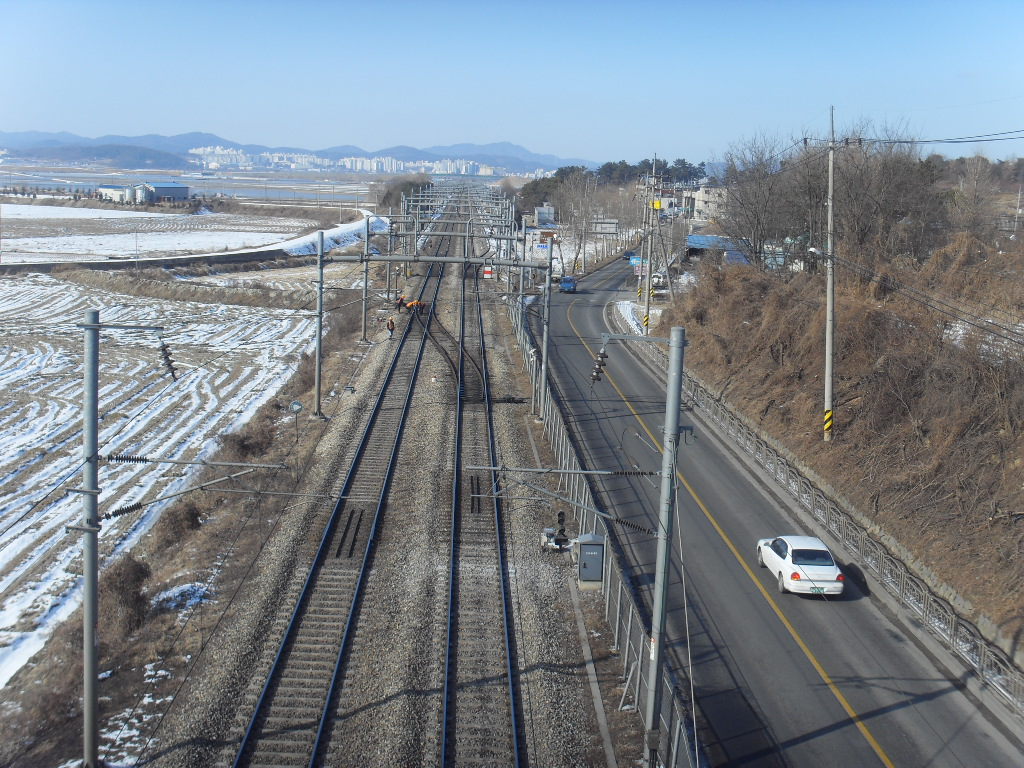
옆으로 청연로가 지난다.
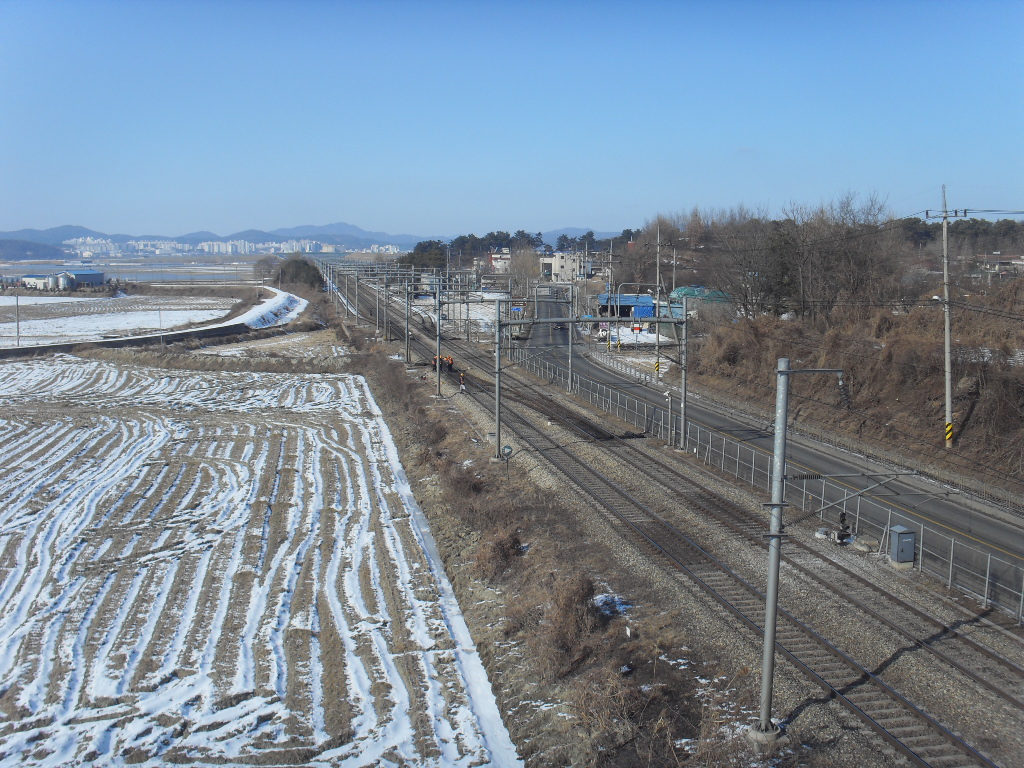
옆으로 청연로가 지난다.